# Paral·lel 46° nord
El paral·lel 46° nord és una línia de latitud que es troba a 46 graus nord de la línia equatorial terrestre. Travessa Europa, Àsia, l'Oceà Pacífic, Amèrica del Nord l'oceà Atlàntic.

Als Estats Units, el paral·lel defineix una part de la frontera entre Washington i Oregon.

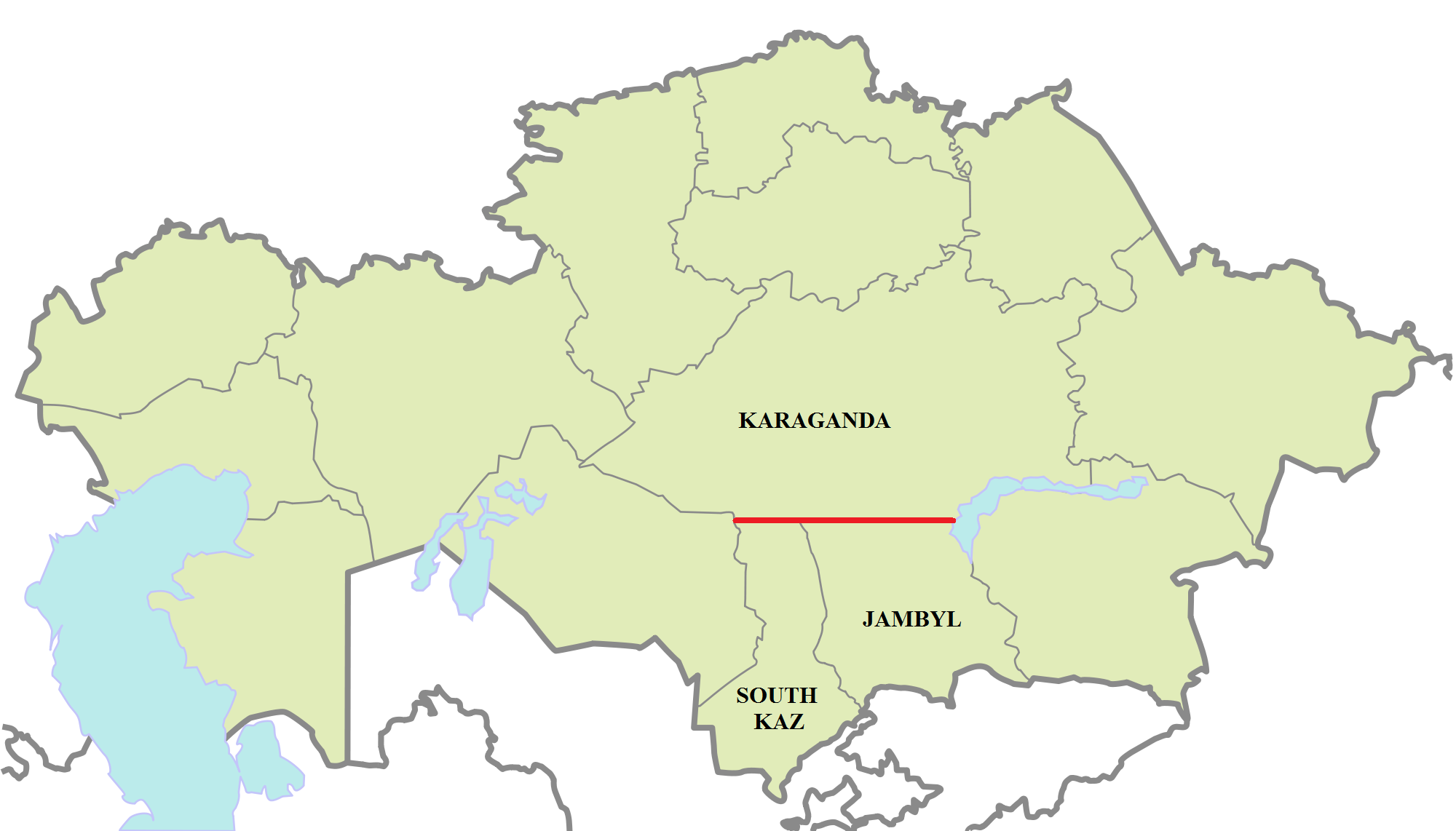
A Kazakhstan, el paral·lel defineix una part de la frontera entre la província de Kharagandí, la província del Kazakhstan Meridional i la província de Jàmbil.

## Geografia
En el sistema geodèsic WGS84, al nivell de 46° de latitud nord, un grau de longitud equival a 77,463 km; la longitud total del paral·lel és de 27.877 km, que és aproximadament 69,5% de la de l'equador, del que es troba a 5.096 km i a 4.906 km del pol Nord

## Durada del dia
En aquesta latitud, el sol és visible durant 15 hores i 45 minuts a l'estiu, i 8 hores i 38 minuts en solstici d'hivern.

## Arreu del món
Començant al meridià de Greenwich i dirigint-se cap a l'est, el paral·lel 46º passa per:
| Coordenades                               | País, territori o mar        | Notes |
| ----------------------------------------- | ---------------------------- | --- |
| 46° 0′ N, 0° 0′ E / 46.000°N,0.000°E      | França                       | |
| 46° 0′ N, 7° 0′ E / 46.000°N,7.000°E      | Suïssa                       | |
| 46° 0′ N, 7° 53′ E / 46.000°N,7.883°E     | Itàlia                       | Passa a través de Llac Maggiore |
| 46° 0′ N, 8° 49′ E / 46.000°N,8.817°E     | Suïssa                       | Passa a través de Llac de Lugano |
| 46° 0′ N, 9° 1′ E / 46.000°N,9.017°E      | Itàlia                       | Passa a través de Llac Como |
| 46° 0′ N, 13° 29′ E / 46.000°N,13.483°E   | Eslovènia                    | Passa just al sud de Ljubljana |
| 46° 0′ N, 15° 42′ E / 46.000°N,15.700°E   | Croàcia                      | |
| 46° 0′ N, 17° 18′ E / 46.000°N,17.300°E   | Hongria                      | |
| 46° 0′ N, 19° 4′ E / 46.000°N,19.067°E    | Sèrbia                       | Per uns 7 km |
| 46° 0′ N, 19° 9′ E / 46.000°N,19.150°E    | Hongria                      | Per uns 4 km |
| 46° 0′ N, 19° 12′ E / 46.000°N,19.200°E   | Sèrbia                       | Per uns 2 km |
| 46° 0′ N, 19° 14′ E / 46.000°N,19.233°E   | Hongria                      | Per uns 5 km |
| 46° 0′ N, 19° 18′ E / 46.000°N,19.300°E   | Sèrbia                       | Passa just al sud de Subotica |
| 46° 0′ N, 20° 22′ E / 46.000°N,20.367°E   | Romania                      | |
| 46° 0′ N, 28° 6′ E / 46.000°N,28.100°E    | Moldàvia                     | |
| 46° 0′ N, 28° 55′ E / 46.000°N,28.917°E   | Ucraïna                      | Óblast d'Odessa — Passa just al sud de Bílhorod-Dnistrovski                                                                                                   |
| 46° 0′ N, 30° 22′ E / 46.000°N,30.367°E   | Mar Negre                    | |
| 46° 0′ N, 33° 37′ E / 46.000°N,33.617°E   | Ucraïna                      | Crimea (reclamada i controlada per Rússia) — Passa just al sud d'Armiansk · Óblast de Kherson — Passa a través de la península de Xonhar i la Fletxa d'Arabat |
| 46° 0′ N, 34° 51′ E / 46.000°N,34.850°E   | Mar d'Azov                   | |
| 46° 0′ N, 37° 56′ E / 46.000°N,37.933°E   | Rússia                       | |
| 46° 0′ N, 48° 55′ E / 46.000°N,48.917°E   | Mar Càspia                   | |
| 46° 0′ N, 52° 55′ E / 46.000°N,52.917°E   | Kazakhstan                   | Passa a través del Mar d'Aral i el Llac Balkhash |
| 46° 0′ N, 82° 30′ E / 46.000°N,82.500°E   | República Popular de la Xina | Xinjiang |
| 46° 0′ N, 91° 0′ E / 46.000°N,91.000°E    | Mongòlia                     | |
| 46° 0′ N, 116° 18′ E / 46.000°N,116.300°E | República Popular de la Xina | Mongòlia Interior Jilin - Per uns 7 km Mongòlia Interior Jilin Heilongjiang — passa uns 30 km al nord de Harbin                                               |
| 46° 0′ N, 133° 41′ E / 46.000°N,133.683°E | Rússia                       | Krai de Primórie |
| 46° 0′ N, 137° 51′ E / 46.000°N,137.850°E | Mar del Japó                 | |
| 46° 0′ N, 141° 58′ E / 46.000°N,141.967°E | Rússia                       | Illa de Sakhalín |
| 46° 0′ N, 142° 7′ E / 46.000°N,142.117°E  | Mar d'Okhotsk                | |
| 46° 0′ N, 149° 56′ E / 46.000°N,149.933°E | Rússia                       | Illa d'Urup, illes Kurils |
| 46° 0′ N, 150° 13′ E / 46.000°N,150.217°E | Oceà Pacífic                 | |
| 46° 0′ N, 123° 56′ O / 46.000°N,123.933°O | Estats Units                 | Oregon Washington Frontera Washington/Oregon Idaho Montana Frontera Dakota del Nord/Dakota del Sud Minnesota Wisconsin Michigan                               |
| 46° 0′ N, 85° 37′ O / 46.000°N,85.617°O   | Llac Michigan                | |
| 46° 0′ N, 85° 0′ O / 46.000°N,85.000°O    | Estats Units                 | Michigan - Península superior i Drummond Island |
| 46° 0′ N, 83° 30′ O / 46.000°N,83.500°O   | Llac Huron                   | North Channel - passa just al nord de Cockburn Island i illa Manitoulin, Ontario, Canadà                                                                      |
| 46° 0′ N, 82° 13′ O / 46.000°N,82.217°O   | Canadà                       | Ontario Quebec |
| 46° 0′ N, 70° 17′ O / 46.000°N,70.283°O   | Estats Units                 | Maine |
| 46° 0′ N, 67° 47′ O / 46.000°N,67.783°O   | Canadà                       | Nova Brunswick Nova Escòcia (Per uns 2 km) |
| 46° 0′ N, 64° 0′ O / 46.000°N,64.000°O    | Estret de Northumberland     | |
| 46° 0′ N, 62° 54′ O / 46.000°N,62.900°O   | Canadà                       | Illa del Príncep Eduard |
| 46° 0′ N, 62° 28′ O / 46.000°N,62.467°O   | Estret de Northumberland     | |
| 46° 0′ N, 61° 33′ O / 46.000°N,61.550°O   | Canadà                       | Nova Escòcia – Illa de Cap Bretó |
| 46° 0′ N, 59° 51′ O / 46.000°N,59.850°O   | Oceà Atlàntic                | |
| 46° 0′ N, 1° 23′ O / 46.000°N,1.383°O     | França                       | Île d'Oléron i terra ferma |